# King Kong Théorie
King Kong Théorie est un essai féministe de Virginie Despentes, publié en 2006 chez Grasset.

## Présentation générale

### Titre
Le titre est une référence à la créature du film King Kong de Peter Jackson.

« King Kong, ici, fonctionne comme la métaphore d'une sexualité d'avant la distinction des genres telle qu'imposée politiquement autour de la fin du XIXe siècle. King Kong est au-delà de la femelle et au-delà du mâle. Il est à la charnière, entre l'homme et l'animal, l'adulte et l'enfant, le bon et le méchant, le primitif et le civilisé, le blanc et le noir. Hybride, avant l'obligation du binaire [...] »

— Page 120, édition Grasset, 2006.

### Contenu
King Kong Théorie, à partir d'éléments autobiographiques, est une réflexion sur la sexualité et une déconstruction de la catégorisation binaire des identités masculine et féminine.  Virginie Despentes y décortique « les mécanismes de domination et de honte qui assujettissent les femmes :  comment elles intègrent l’idée que leur corps est destiné à plaire aux hommes, et leur sexualité à servir de monnaie d’échange, qu’elles ne doivent ni se défendre ni en parler lorsqu’on les viole, puis qu’elles l’ont bien mérité »[sic]. Elle revient sur les problématiques inhérentes à ses œuvres et à son parcours littéraire. Elle relate son expérience de la prostitution, ainsi que le traumatisme lié au viol et l'exploration des milieux et pratiques pornographiques. Son texte appelle le public, à partir de ces réflexions, à mettre en œuvre des changements, y compris le regard porté par les hommes sur la masculinité.
Présenté par son éditeur comme « un manifeste pour un nouveau féminisme », King Kong Théorie esquisse à la fois un constat du féminin au présent et tente d'ouvrir le champ des possibles futurs.
L'illustration de couverture est signée Marie Meïer.

## Résumé par chapitre

### Bad Lieutenantes (prologue)
Virginie Despentes se présente comme faisant partie des femmes « exclues du grand marché à la bonne meuf », inaptes à attirer l'attention masculine et trop souvent occultées au sein de la tradition littéraire. L'idéal de la femme blanche, quant à lui omniprésent dans les œuvres littéraires, se compose d'injonctions contradictoires et représente par conséquent un idéal impossible à atteindre.

### Je t'encule ou tu m'encules?
L'autrice, née en 1969, a grandi pendant la révolution sexuelle des années 1970. Si cette révolution a joué un rôle important dans le processus d'émancipation des femmes, l'autrice estime qu'elle n'a engendré aucune réorganisation en ce qui concerne la garde des enfants et les travaux domestiques. Despentes soutient ainsi que la révolution des genres doit être poursuivie, afin que les femmes puissent accéder au pouvoir politique et que les hommes puissent accéder à une paternité active, et s'émanciper de la virilité traditionnelle qui leur impose de museler leurs vulnérabilités et leur sensibilité. 

### Impossible de violer cette femme pleine de vices
Virginie Despentes raconte le viol qu'elle a subi à l'âge de 17 ans, alors qu'elle faisait de l'auto-stop avec une amie. Elle dénonce le silence qui enveloppe l'événement du viol : du côté de l'agresseur comme de l'agressé, le mot « viol » est évité, contourné. Despentes démontre que le sentiment de culpabilité des victimes de viol et l'idée que les femmes n'ont pas le droit d'utiliser la violence pour se défendre génèrent un paradoxe qui consacre le viol comme un évènement dont les femmes ne peuvent ni se défendre, ni se remettre. Concernant son expérience personnelle, l'autrice définit le viol comme un évènement « fondateur » en ce qu'il la « défigure » et la « constitue » à la fois.

### Coucher avec l'ennemi
Virginie Despentes aborde la thématique de la prostitution . Retraçant les deux années où elle se prostitua de façon occasionnelle, l'autrice qualifie cette expérience d'étape essentielle dans son processus de reconstruction après le viol. Elle dénonce la stigmatisation de la figure de la prostituée comme celle d'une femme victime et soutient que la prostitution reflète plusieurs réalités et se compose de profils hétérogènes. Consciente d'être une privilégiée dans sa pratique, Despentes se positionne en faveur d'un cadre légal adéquat pour l'exercice de la prostitution, et défend l'idée qu'il s'agit « d'un moyen plus honnête de gagner sa vie que le mariage intéressé avec pension alimentaire à la clef ». Outre les aspects pécuniaires, elle y trouve, lors des premières expériences, un bénéfice secondaire puisque l'alibi professionnel lui permet d'explorer des pratiques n'allant pas de soi, en faisant « un tour du côté du sexe sans sentiments ».

### Porno sorcières
Despentes observe que si la pornographie se construit autour du sexe masculin, c'est le corps féminin qui est systématiquement représenté et valorisé. Puisque les hommes imaginent, produisent et visionnent les images de l'industrie pornographique, le désir féminin est représenté au travers du prisme du regard masculin. 
Toutefois, elle s'oppose à la dénonciation de la pornographie comme moyen d'asservissement des femmes, et reprenant les analyses d'Annie Sprinkle, en appelle à un «  meilleur porno », fait par et pour les femmes.  

### King Kong Girl
Despentes interprète le film King Kong de Peter Jackson comme une métaphore du monde moderne au sein duquel la femme « est coupée de sa puissance fondamentale ». L'autrice définit la féminité comme « l'art de la servilité » : si les pratiques relevant de la puissance sont associées à la virilité, les comportements féminins sont exclus de ce qui relève du pouvoir et du prestige. Ainsi, Despentes soutient que les qualités féminines sont perçues comme contraires à l'agressivité, l'humour ou le fait de s'exprimer sur un ton catégorique par exemple. 

### Salut les filles (épilogue)
Virginie Despentes démontre que les hommes sont, comme les femmes, victimes de ces stéréotypes de genre et qu'ils ont tout intérêt à s'en émanciper. Elle soutient que le féminisme n'a pas pour objectif d'établir une opposition entre les femmes et les hommes, mais de susciter une révolution afin de réinventer quelque chose de neuf, de meilleur. L'autrice conclut son ouvrage en écrivant que « le féminisme est une aventure collective, pour les femmes, pour les hommes, et pour les autres ».

## Accueil
La publication de l'œuvre a très vite fait de Virginie Despentes la « papesse » du néo-féminisme français — et telle était sans doute l'ambition du texte puisque présenté comme un manifeste féministe par son éditeur. Toutefois, le contenu du livre, en rupture avec les romans antérieurs de l'autrice, désoriente au sein de la maison Grasset, et son président Olivier Nora dira n'en avoir saisi la portée que bien plus tard. 
Le livre reçoit des critiques hétérogènes. Le Figaro littéraire en donne une critique négative, en écrivant : « On aura saisi qu'il est inutile de chercher une cohérence intellectuelle à cet essai plein de gros mots. ». Au contraire, Libération écrit : « Despentes s'est mise en situation de se faire haïr par les philosophes autant que par les psys, et par les dames patronnesses autant que par les chiennes de garde. Le bonheur, quoi… ».
Josyane Savigneau, dans Le Monde des livres, appelle à lire le livre : « On pourrait offrir aux lecteurs, aux lectrices, tout un florilège de phrases à méditer. Mais il vaut mieux lire tout le livre. ». 
Alternative libertaire, enfin, écrit : « Il aurait été étonnant qu’un livre aussi iconoclaste, aussi violemment dérangeant, ne suscite pas des réticences sur certains de ses aspects. Cela ne diminue pas la jubilation qu’on a à lire les pages féroces de ce livre qui réveille, enrage, dévaste, heurte, fait rire, rassure, effraie, désacralise, déconstruit et ouvre les yeux. Parce que le féminisme n’est pas une cause secondaire, "de luxe"... ».
King Kong Théorie obtient le Lambda Literary Award for LGBT Non Fiction en 2011.
Le livre est traduit en 16 langues. Vendu à 185 000 exemplaires en France en 2018, il connaît un regain de popularité après l'explosion du phénomène #Me too.

## Éditions
- King Kong Théorie, Grasset, 2006, 160 p.  (ISBN 2246686113)
- King Kong Théorie, Le Grand Livre du mois, 2006, 160 p.  (ISBN 2286026718)
- King Kong Théorie, Le Livre de poche, 2007, 150 p.  (ISBN 2253122114)

## Adaptations théâtrales
L'ouvrage de Virginie Despentes a été adapté plusieurs fois au théâtre, notamment :
- 2014 : King Kong Théorie de Virginie Despentes, mise en scène de Vanessa Larré, La Pépinière Théâtre-Paris[10]. (reprise en 2017 au TNP puis au théâtre de l'Atelier en 2018)
- 2014 : King Kong Théorie de Virginie Despentes, mise en scène d'Émilie Charriot, Théâtre Arsenic-Lausanne[13].
- 2015-2019 : Una investigación pornográfica, mise en scène et adaptation du King Kong Théorie au cabaret par Alba Alonso Bayona au Mexique et en Espagne[14],[15].
- 2016-2019 : King Kong Théorie de Virginie Despentes, mise en scène de Julie Nayer, assistée de Lisa Cogniaux[16], Théâtre de la Toison d'or, Bruxelles, Belgique.
- 2017 : King Kong Théorie, le manifeste de Virginie Despentes sur scène, adaptation théâtrale par Emilie Charriot
- 2017-2018 : King Kong Théorie, mise en scène Vanessa Larré, TNP - Villeurbanne, Théâtre de l'Atelier - Paris
- 2018-2019 : Imposible violar a una mujer tan viciosa, mise en scène et adaptation du King Kong Théorie au Caso de La Manada (es), liée au sujet d'un cas de viol survenu à Pampelune en 2016, pendant les fêtes de San Fermín, par Alba Alonso Bayona au Mexique et en Espagne[17],[18].